# Ardys II
Ardys II var den andre kungen av den mermnadiska dynastin i det antika riket Lydien. Han var son till Gyges, far till Sadyattes, och farfars farfar till kung Krösus. Han omtalas i Herodotos Historia, och där berättas det att han intog den joniska staden Priene och inföll i den grekiska staden Miletos. Han var kung i fyrtionio år mellan 680 f.kr. och 631 f.kr.